# ویلیام جورج کیث الفینستون
ویلیام جورج کیث الفینستون (انگلیسی: William George Keith Elphinstone؛ 1782 – 23 april ۱۸۴۲ (۵۹−۶۰ سال)) فرد نظامی اهل پادشاهی متحد بریتانیای کبیر و ایرلند بود.